# Mangrullo (San José)
Mangrullo es una localidad uruguaya del departamento de San José.

## Ubicación
La localidad se encuentra situada en la zona sur del departamento de San José, sobre la cuchilla San Miguel, próximo y al oeste del arroyo San Gregorio, junto al camino que une la ruta 1 con Playa Arazatí. Dista 8 km de la mencionada ruta.

## Población
La localidad cuenta con una población de 81 habitantes, según el censo del año 2011.
| 85            | 81 |
| (Fuente: INE) |    |